# EM i fodbold for kvinder 1991
Europamesterskabet i fodbold for kvinder 1991 var det fjerde EM for kvinder arrangeret af UEFA. Slutrunden, bestående af fire hold, blev afviklet i Danmark 10. – 14. juli 1991. Semifinalerne blev spillet i Hjørring og Frederikshavn, mens Aalborg lagde græstæppe til bronzekampen og finalen.
De 18 deltagende hold spillede først en kvalifikationsrunde bestående af 2 grupper á 3 hold, hvorfra kun vinderen gik videre til kvartfinalerne, og 3 gruppe á 4 hold, hvorfra de to bedste gik videre. Kvartfinalerne blev spillet over to kampe – ude og hjemme, og vinderne af disse kvalificerede sig til slutrunden, der bestod af semifinalerne, bronzekampen og finalen.
Tyskland forsvarede europamesterskabet vundet to år tidligere (af Vesttyskland) efter finalesejr på 3-1 over Norge. Danmark blev slået af Norge i semifinalen efter straffesparkskonkurrence, men vandt bronzekampen mod Italien.

## Kvalifikationsrunde
| Gruppe 1   | Kampe | Mål  | Point |
| ---------- | ----- | ---- | ----- |
| Holland    | 4     | 17-0 | 7     |
| Irland     | 4     | 6-3  | 5     |
| Nordirland | 4     | 1-21 | 0     |

| Gruppe 2 | Kampe | Mål  | Point |
| -------- | ----- | ---- | ----- |
| Sverige  | 4     | 12-2 | 8     |
| Frankrig | 4     | 6-7  | 4     |
| Polen    | 4     | 2-11 | 0     |

| Gruppe 3 | Kampe | Mål  | Point |
| -------- | ----- | ---- | ----- |
| Norge    | 6     | 12-0 | 11    |
| England  | 6     | 4-2  | 7     |
| Finland  | 6     | 3-6  | 4     |
| Belgien  | 6     | 1-12 | 2     |

| Gruppe 4        | Kampe | Mål  | Point |
| --------------- | ----- | ---- | ----- |
| Tyskland        | 6     | 18-3 | 11    |
| Ungarn          | 6     | 7-7  | 7     |
| Tjekkoslovakiet | 6     | 8-10 | 6     |
| Bulgarien       | 6     | 3-18 | 0     |

| Gruppe 5 | Kampe | Mål  | Point |
| -------- | ----- | ---- | ----- |
| Danmark  | 6     | 18-2 | 11    |
| Italien  | 6     | 12-4 | 8     |
| Schweiz  | 6     | 3-17 | 3     |
| Spanien  | 6     | 3-13 | 2     |

### Kvartfinaler
- Norge – Ungarn 4-1 (2-1, 2-0)
- Sverige – Italien 1-1 (1-1, 0-0). Italien videre på flest scorede udebanemål.
- Danmark – Holland 1-0 (0-0, 1-0 efs.)
- England – Tyskland 1-6 (1-4, 0-2)

## Slutrunde

### Semifinaler
- Danmark – Norge 0-0 efs. Norge vandt 7-8 på straffespark.
- Italien – Tyskland 0-3

### Bronzekamp
- Danmark – Italien 2-1 efs.

### Finale
- Tyskland – Norge 3-1 efs.

## Målscorere
4 mål
- Heidi Mohr

1 mål
| - Helle Jensen - Sissy Raith - Silvia Neid | - Silvia Fiorini - Birthe Hegstad |

Selvmål
- Maura Furlotti (i kampen mod Danmark)